# Baylab

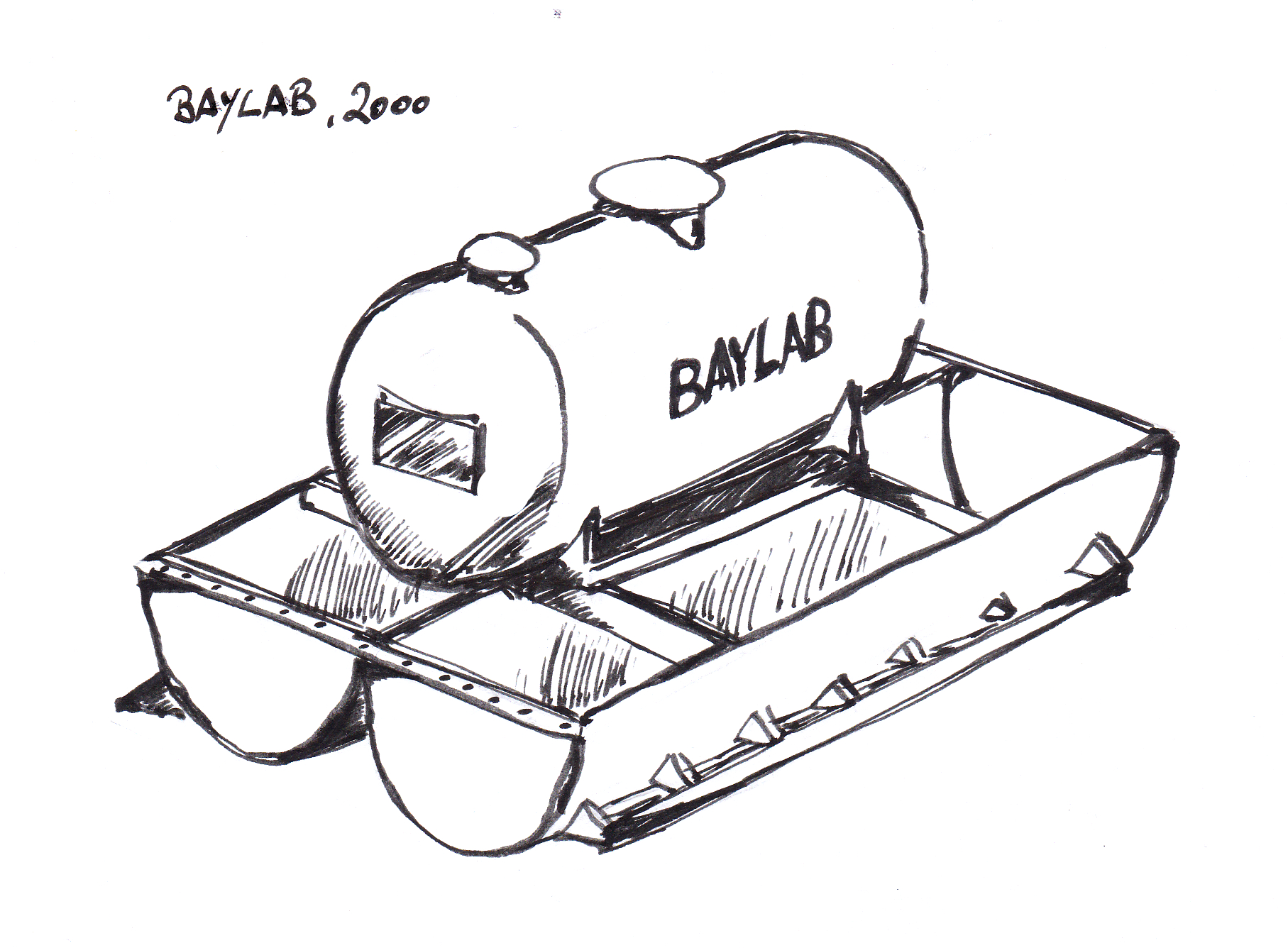
Unterwasserstation Baylab

Baylab war eine Unterwasserstation des Amerikaners Morgan Wells, pensionierter Direktor der Einheit für Experimental-Tauchen bei der NOAA (=National Oceanographic and Atmospheric Administration, zu deutsch: Nationale Meeres- und Atmosphärenbehörde). Es wurde ab Anfang Oktober 2000 in Milford Haven, zwischen Gwynn‘s Island und Mathews an der Chesapeake Bay auf einer Tiefe von 15 Fuß (4,57 m) eingesetzt.
Morgan Wells war schon an Unterwasser Habitaten wie Sealab 1965 beteiligt und entwickelte die Undersea Research Foundation (zu deutsch: Stiftung für Untersee-Forschung). Zusammen mit dem Pensionär Charlie Depping und Jim Devereux, ehemaliger Orthopädie-Chirurg, sowie den NOAA-Pensionären William C. Phoel und Richard Rutkowski wurde das Habitat innerhalb von sechs Jahren entwickelt. Deppig und Devereux lernten erst während des Baus zu tauchen.

## Absicht

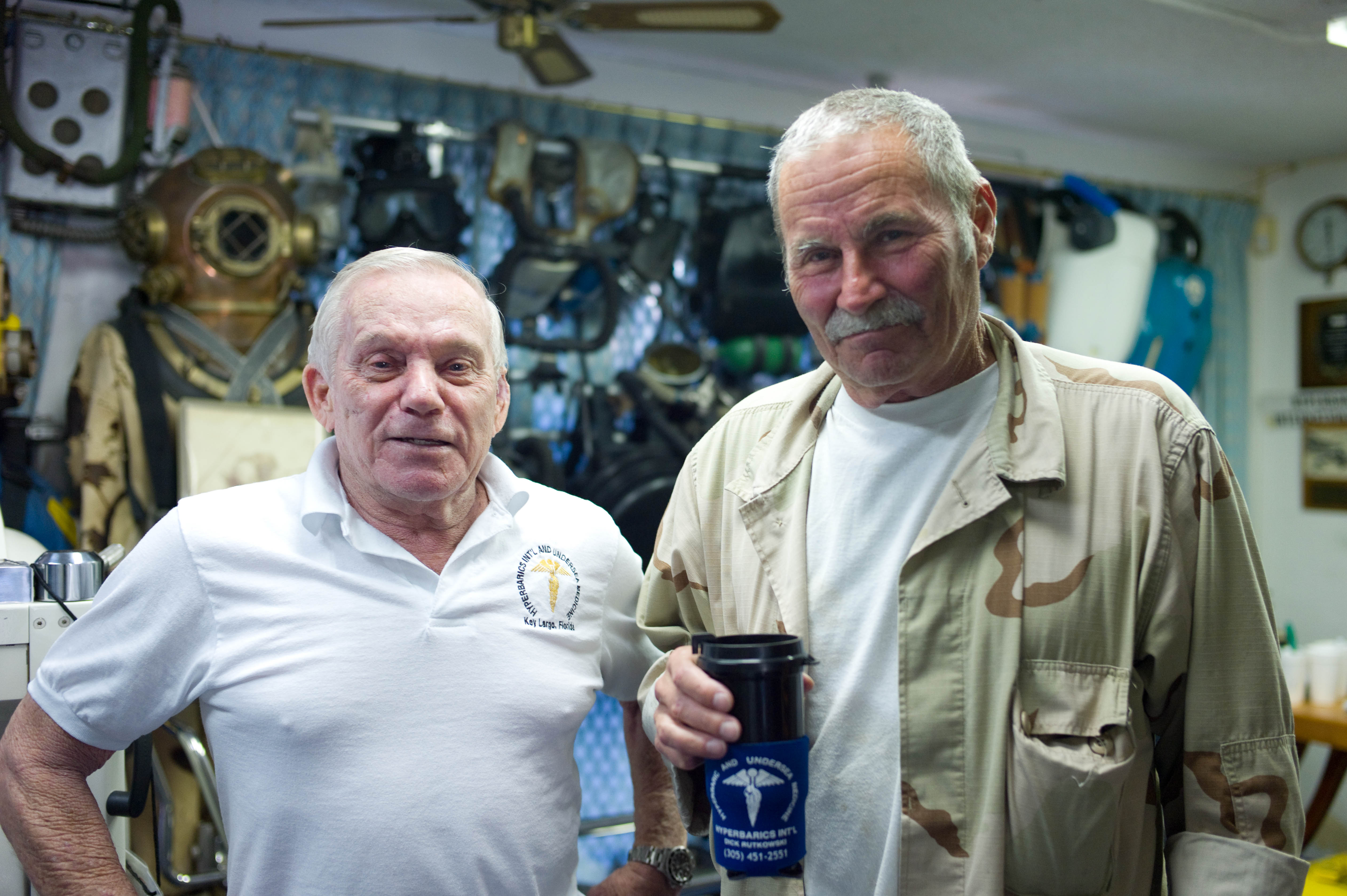
Dick Rutkowski and Morgan Wells, 2011

Wells strebte mit dem Projekt an, Menschen über das Unterwasser-Leben Chesapeake Bay und deren Schutz zu unterrichten. Darüber hinaus wollte er den Einsatz eines Lebenserhaltungssystems mit extrem niedrigem Energieverbrauch demonstrieren, das unabhängig von der Oberfläche operieren kann. Durch dieses System sei es möglich, dass zwei Aquanauten zwei Tage lang mit nur 3 Pressluftflaschen überleben können, weil das Atemgas gereinigt und wiederverwertet wird.

## Finanzierung
Die Finanzierung des Projekts erfolgte durch Morgan Wells eigene Einzahlungen. Außerdem erhielt er einen Zuschuss der Virginia Environmental Endowment (zu deutsch: Virginia Umwelt-Stiftung), um ein Archiv mit Unterwasser-Videos der Chesapeake Bay einzurichten, und einen anderen Zuschuss der Mathews Market Days zum Kauf einer digitalen Video-Kamera. Die Firma Island Seafood auf Gwynn Island stellte ihren Hafenkai, Energie, Parkmöglichkeiten und Telefon zur Verfügung. Das College des William and Mary‘s Institute of Marine Sciences (Willam und Mary‘s Institut für Meereswissenschaften) gewährte den Platz, um Materialien lagern und Baylab bauen zu können. Dort sammelten die drei Erbauer sämtliche Einzelteile, wie z. B. eine Dekompressionskammer und einen Tank für Tauch-Ausbildungen. Während Wells den Einsatz von LED‘s vorbereitete, kauften Depping und Devereux andere Dinge ein, z. B. billige Lüfter von einem Flohmarkt, die sie für 2 $ anstelle von 35 $ für Neuware, sowie ein Ausrüstungsbecken vom Schrottplatz und Kabel aus einem alten Lastwagen. So erklärt sich auch der geringe Gesamtpreis des Habitats von etwa 15.000 $ bis 20.000 $.

## Spezifikation

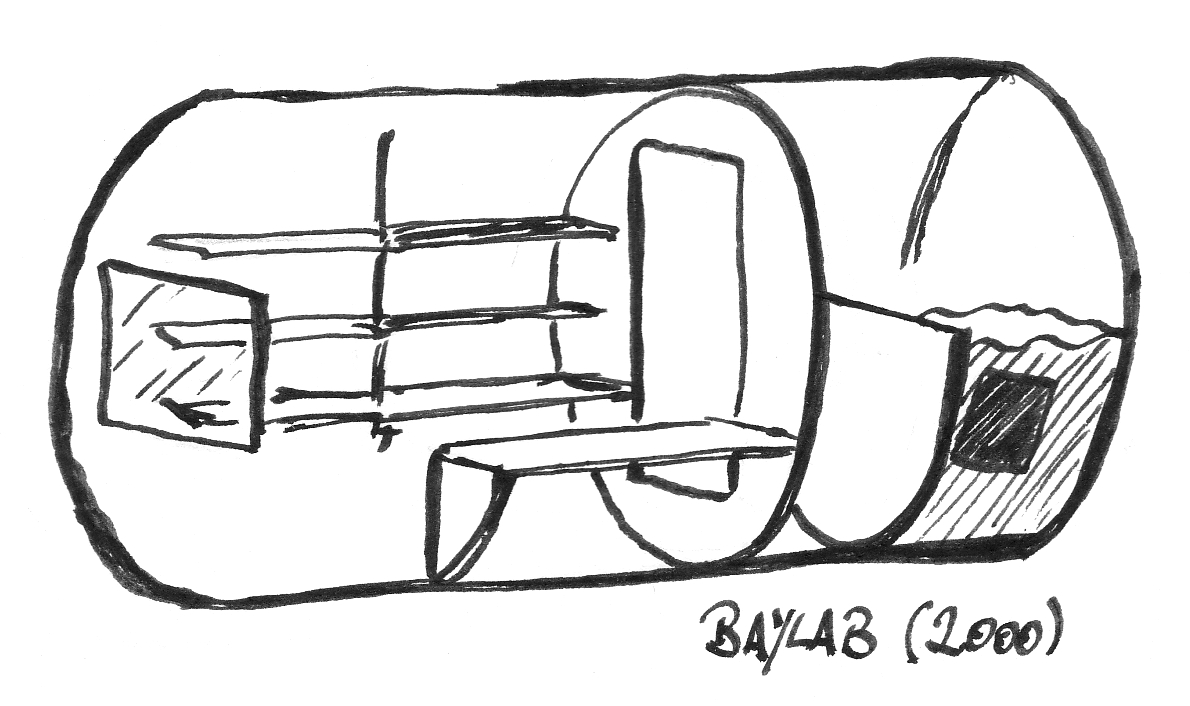
Baylab – Innenbereich

Das Habitat bestand aus einem weiß gestrichenen Stahlzylinder mit einer Länge von 13 Fuß (3,96 m) und einer Höhe von 5,6 Fuß (1,71 m). Als Ballast diente ein ähnlicher Zylinder, der längs in zwei Teile geschnitten und mit 40.000 Pfund (18,14 t) Kies beschwert wurde. Dadurch wurde ein neutraler Auftrieb erzeugt. Nach Flutung mehrerer Tanks konnte das Habitat dann auf den Meeresboden abgesenkt werden.
Der Innenbereich stand unter Umgebungsdruck, so dass ein Moonpool im Habitat als Eingang diente. Im Gegensatz zu den meisten anderen Habitaten verfügte dieser Moonpool über eine Wassersperre, also eine Trennwand, die höher war als der Habitat-Engang. Dadurch stieg man nicht durch eine Luke im Boden ab, um das Wasser zu erreichen, sondern überstieg diese Trennwand in ein kleines Becken, hinter welchem der eigentliche Ausgang lag. Neben einem Fenster verfügte Baylab über eine Boots-Toilette, eine Dusche und Stauraum für Ausrüstung. Eine Tür aus Plexiglas mit Dichtungen gegen Luftfeuchtigkeit trennte den Eingangs- vom Arbeitsbereich. Der Arbeitsbereich verfügte über zwei Betten, zwei Stühle, einen Arbeitstisch und einen Instrumentenschrank. Die Luftversorgung erfolgte durch Pressluftflaschen. Das Habitat konnte sich für drei oder vier Tage selbst versorgen.
Durchflussmessgeräte steuerten die Luftzufuhr. Außerdem war das Habitat mit Sensoren und Alarmvorrichtungen für Kohlendioxid, Sauerstoff und Kohlenmonoxid ausgestattet. Kohlendioxid wurde mit entsprechenden Chemikalien ausgefiltert, die täglich erneuert werden mussten. Um Brandgefahr zu verringern, bestand das Atemgas aus einem Gemisch mit 16–18 % Sauerstoff, anstelle von 21 % in normaler Luft. Je nach Gezeitenstand musste der Innendruck durch Zufuhr von Atemgas angepasst werden. Die Innentemperatur betrug 70 ° Fahrenheit (21 °C) und lag somit nur unwesentlich über der Temperatur des umgebenden Wassers. Zwei kleine Batterien sorgten für den Betrieb von Lüftern, Kommunikations-Systemen und Gas-Analyse-Geräten. Da eine Kochmöglichkeit nicht vorhanden war, ernährten sich die Aquanauten mit kalten Konserven-Gerichten.
Die Frage nach seinem Lieblingsessen im Habitat beantwortete Wells mit „gebratene Bohnen“. Es scheine, als würden die Aquanauten ihren Geruchssinn verlieren, sie seien sich aber nicht sicher, warum.